# Спилиотопулос, Эван
Эван Спилиотопулос (англ. Evan Spiliotopoulos) — греко-американский сценарист, наиболее известен сценариями к фильмам «Геракл» и «Феи: Потерянное сокровище». Он также написал сценарий к предстоящему фильму «Охотник».

## Ранняя жизнь
Спилиотопулос родился в Греции и он там окончил среднюю школу. Вскоре после этого, он переехал в США, где он пошёл в Делавэрский университет, чтобы получить степень бакалавра по теории кино, затем он пошёл в Американский университет для степени магистра в области сценарного мастерства. После переезда в Лос-Анджелес в 1995 году, его первой работой в индустрии стала телефильмом «Испытание огнём», в качестве стажёра.

## Карьера
В 2014 году, Спилиотопулос переписал сценарий для приключенческого фэнтезийного фильма «Геракл», изначально написанного Райаном Дж. Кондалом. Бретт Ратнер стал режиссёром фильма, который был выпущен студией Paramount Pictures 25 июля 2014 года.
Спилиотопулос написал сценарий приключенческого фэнтезийного фильма «Охотник» вместе с Крэйгом Мазином, который был переписан Фрэнком Дарабонтом. Седрик Николя-Троян снял фильм, который был выпущен студией Universal Pictures 22 апреля 2016 года.
Спилиотопулос также написал сценарий для романтического фильма студии Walt Disney Pictures «Красавица и Чудовище», режиссёром которого стал Билл Кондон. Фильм был выпущен 17 марта 2017 года.

### Будущие и отменённые проекты
В апреле 2009 года, Спилиотопулос должен был написать сценарий боевика «Особо опасен 2», сиквела фильма 2008 года «Особо опасен».
В июне 2013 года, Universal приобрела права на ремейк на японский аниме-фильм 2007 года «Агент Вексилл» и назначила Спилиотопулоса написать сценарий.
В июле 2014 года, 20th Century Fox наняла Спилиотопулоса для написания сценария по роману 2014 года «Семь чудес» Бена Мезрича. Спилиотопулос переписал сценарий уже вышедшего фильма ужасов «Уиджи: Доска Дьявола», но его версия не была использована в фильме.

## Фильмография
| Год  | Название                             | Ориг. название                              | Примечание          |
| ---- | ------------------------------------ | ------------------------------------------- | ------------------- |
| 1998 | Легион                               | Legion                                      | телефильм           |
| 2003 | Книга джунглей 2                     | The Jungle Book 2                           |                     |
| 2004 | Король Лев 3: Хакуна матата          | The Lion King 1½                            | Direct-to-video     |
| 2004 | Три мушкетёра: Микки, Дональд и Гуфи | Mickey, Donald, Goofy: The Three Musketeers | Direct-to-video     |
| 2005 | Винни и Слонотоп                     | Pooh's Heffalump Movie                      |                     |
| 2005 | Тарзан 2                             | Tarzan II                                   | Direct-to-video     |
| 2005 | Винни-Пух и Слонотоп: Хэллоуин       | Pooh's Heffalump Halloween Movie            | Direct-to-video     |
| 2007 | Золушка 3: Злые чары                 | Cinderella III: A Twist in Time             | Direct-to-video     |
| 2007 | Битва за планету Терра               | Battle for Terra                            |                     |
| 2008 | Русалочка: Начало истории Ариэль     | The Little Mermaid: Ariel's Beginning       | Direct-to-video     |
| 2009 | Феи: Потерянное сокровище            | Tinker Bell and the Lost Treasure           |                     |
| 2014 | Геракл                               | Hercules                                    |                     |
| 2016 | Белоснежка и охотник 2               | The Huntsman: Winter's War                  |                     |
| 2017 | Красавица и чудовище                 | Beauty and the Beast                        |                     |
| 2019 | Ангелы Чарли                         | Charlie's Angels                            |                     |
| 2021 | Бросок кобры. Снейк Айз              | Snake Eyes: G.I. Joe Origins                |                     |
| 2021 | Нечестивые                           | The Unholy                                  | Продюсер и режиссер |